# Waterschapsglas

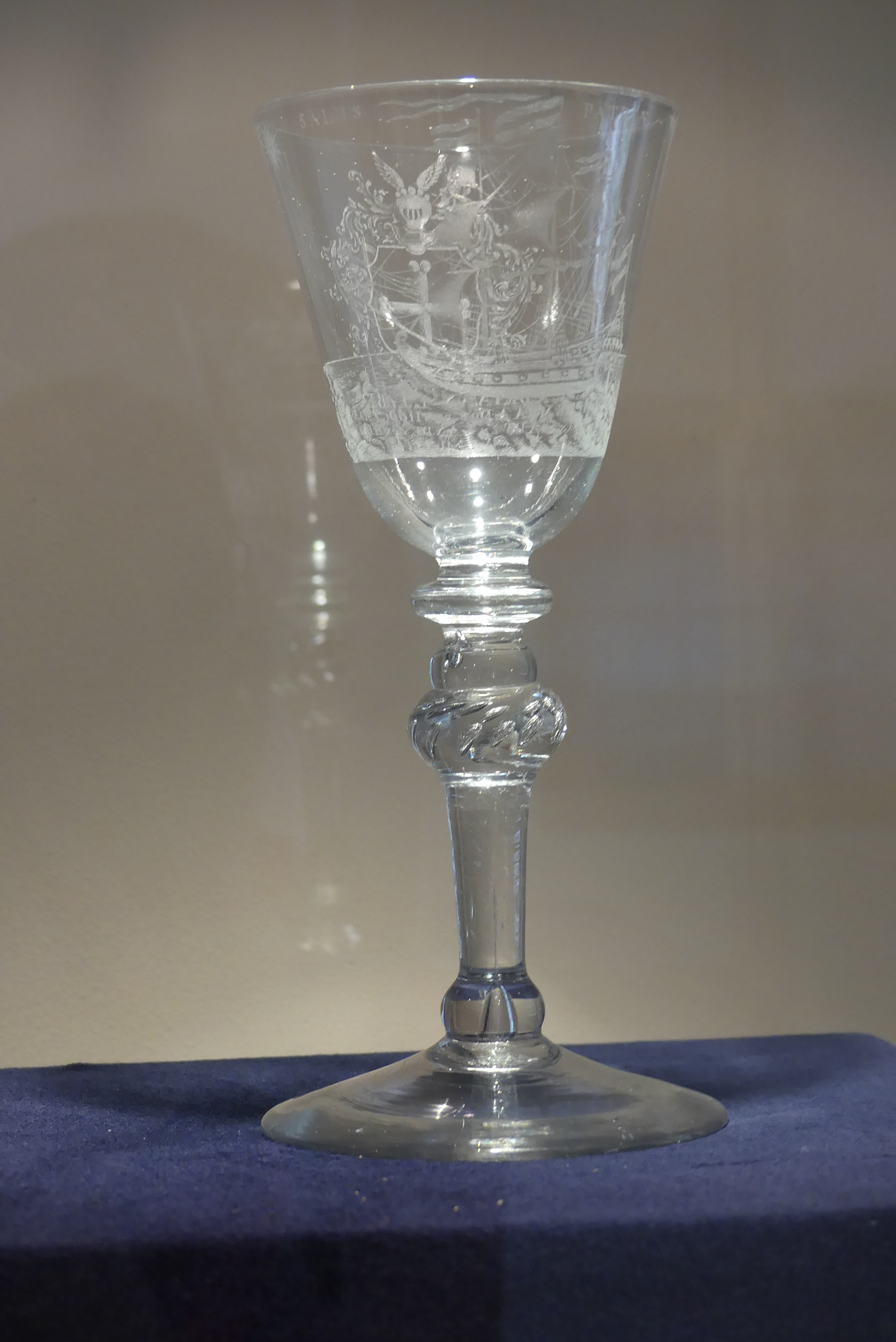
Hensbeker van het waterschap de Hoge Maasdijk

Waterschapsglazen zijn fraai bewerkte drinkglazen die door de bestuurders van waterschappen, hoogheemraadschappen, polderbesturen, enzovoort werden gebruikt om in hun herenkamers bij elkaar te komen en een uitgebreide maaltijd te nuttigen. De bedoeling daarvan was de verbroedering te stimuleren, wat nodig was om de eensgezindheid te handhaven tegenover de gemeenschappelijke vijand: het water. Een dergelijk glas werd ook hensbeker genoemd. Dit woord is afkomstig van hens in de betekenis van groep, zoals bij alle hens aan dek, en hanze.
Vele van dergelijke glazen stammen uit de 18e eeuw. Een aantal ervan zijn te bewonderen in streekmusea.